# Camilla Ingemann Thomsen
Camilla Ingemann Thomsen (født 19. november 1974 i Køge) er en dansk håndboldspiller og olympisk mester. Hun vandt en guldmedalje med de danske hold under Sommer-OL 2004 i Athen.
Thomsen vandt EHF Cup Winners' Cup to gange med FC København Håndbold; i 03/04 og i 04/05 sæsonen. 
Hun indstillede karrieren i 2005 på grund af manglende motivation.